# Yervant Odian

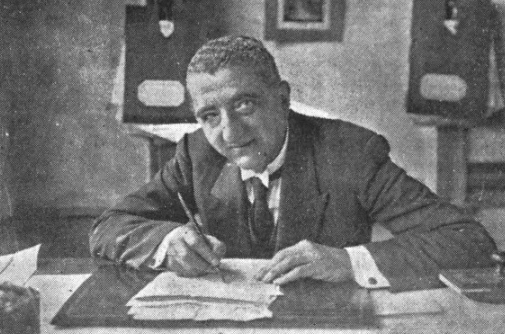
Yervant Odian

Yervant Odian (armenisch Երուանդ Օտեան, reformiert Երվանդ Օտյան; * 19. September 1869 in Istanbul, Osmanisches Reich; † 1926 in Kairo) wird als der einflussreichste armenische Satiriker betrachtet. Odians Schriften, zu denen Romane und Kurzgeschichten zählen, heben oft menschliche Laster humorvoll hervor. 
Am 24. April 1915, dem sogenannten „Roten Sonntag“, der den Beginn des Völkermordes an den Armeniern einleitete, wurde Yervant Odian festgenommen und aus Istanbul in die Syrische Wüste deportiert. Er konnte sich retten, indem er Übersetzer für deutsche Offiziere im Konzentrationslager von Der Zor wurde, da er die französische und die türkische Sprache fließend beherrschte. Nach dem Ersten Weltkrieg übernahm Odian im Jahre 1918 die Verantwortung für das Suchen und Aufbringen der Waisen, welche die Deportationen in die Wüsten Syriens überlebt hatten, in Waisenhäusern. Sein Einkommen verdiente er durch seine Schriftstellerei. Er verließ Istanbul 1922 und lebte von da an in Bukarest sowie in verschiedenen Regionen des Nahen Ostens. 
Odian verbrachte seine letzten Tage in Kairo, wo er 1926 starb und begraben wurde.

## Werke
- Accursed Years. My Exile and Return from Der Zor, 1914-1919, Garod Books, London 2009.
- Comrade Clueless (Ընկեր Փանջունի), Istanbul, ab 1914 (mehrere Bücher).
- Twelve Years Out of Istanbul. 1896-1908 (Տասներկու Տարի Պոլսէն Դուրս. 1896–1908), Istanbul 1922.